# Benet Andreu Pons
Benet Andreu Pons (Maó, 3 d'abril de 1803 - Maó, 14 de gener de 1881) fou sacerdot, compositor, mestre de capella i organista de Santa Maria de Maó.

## Biografia
Realitzà els seus estudis musicals sota la direcció del mestre organista Jaume Alaquer. A l'edat de dinou anys es va fer organista i uns anys més tard, el 1826, mestre de capella, on tingué entre altres alumnes a Josep Protti Conforto, i, introduí reformes en el cant pla segons el criteri que exposa en El canto llano simplificado en su anotación y sus reglas (Barcelona, 1851). Durant el 1850 fou nomenat sacerdot a Palma i dos anys més tard renuncià al seu benefici d'organista per a centrar-se en totalitat aquesta vegada al càrrec de MC de Santa Maria de Maó i en la seva labor pedagògica com a professor de l'Escola Municipal de Música. Un gran compositor, que deixà escrites nombroses composicions d'església i música profana.
Dins la música religiosa vocal, la qual li va donar més renom, trobem un Miserere, Ego sum panis vivus, Sacrificium Deo, Docebo iniquos vias tuas, el Repertorio de misas a toda orquesta entre altres misses a 2, 3 i 4 veus, réquiems, glòries, un Stabat Mater i improperis i lamentacions per a Setmana Santa.
Entre la seva música profana descobrim dues farses, Le due parole (òpera còmica) i Don Eustachio della Castagna (òpera bufa), escrites entre 1832 i 1838, i dues òperes, La fidanzata corsa (1846),per encàrrec de l'empresari teatral Giovanni Palagi, i I catalani in Atene. A París edità la seva Fantasia per a pianoforte a quatre mans, que, contràriament al que el seu títol indica, és un exercici pianístic virtuosíssim a dues mans.

## Reconeixements
Benet Andreu ocupa un lloc destacat en el panorama musical menorquí, i és per això que el 28 de març de 1881 l'Ajuntament de Maó el nomenà Menorquí Il·lustre.
L'any 2003, amb motiu del bicentenari del seu naixement i finançament del Consell Insular de Menorca, el Conservatori Superior de Música de les Illes Balears va publicar una edició facsímil del seu Miserere que, gràcies a la feina endegada pel baríton Lluís Sintes —maonès com ell—, es reestrenà el 7 de novembre de 2013 al Palau de la Música Catalana de Barcelona, amb la participació de l'orquestra The Ripieno Consort i el Cor Vivace. Així mateix, el 14 de febrer de 2015 se'n feu una segona interpretació a l'Església Adventista del Setè Dia del carrer Comte d'Urgell de Barcelona en què van participar Oriol Rosés (contratenor), Carlos Cosías (tenor), el mateix Lluís Sintes, Juan Carlos Esteve (baix-baríton), el Cor Vivace i l'Orquestra de la Universitat de Barcelona, tots sota la batuta de Carles Gumí.
Des de l'any 2015 el Miserere ha retornat al seu lloc d'origen on va ser estrenat l'any 1878, l'església parroquial de Santa Maria de Maó, amb la intenció de reprendre l'antiga tradició d'interpretar la peça cada setmana santa. Al voltant del baríton Lluís Sintes una bona colla de músics menorquins amb la secció masculina de la Coral Sant Antoni i els cantants Jaume Olives (tenor), Victòria Riera (mezzosoprano) i Joan Caules (baix-baríton).
La seva música és interpretada regularment per agrupacions musicals menorquines, com ara el Cor Illa de Menorca.